# منظمة مبتوري الأطراف (جمهورية صربسكا)
منظمة مبتوري الأطراف في جمهورية صربسكا (أوداس) (بالصربية: Организација Aмпутираца УДАС Републике Српске) / Organizacija amputiraca "UDAS" Republike Srpske) هي منظمة غير ربحية وغير حكومية مسجلة في بانيا لوكا، البوسنة والهرسك، أسسها مبتورو الأطراف وهم في الغالب ضحايا الألغام الأرضية من أجل تقديم الدعم لضحايا الألغام الأرضية والذخائر غير المنفجرة والذخائر العنقودية وغيرهم من الأشخاص ذوي الإعاقة وأسرهم لدمجهم مرة أخرى في المجتمع، وبالتالي تمكينهم من عيش حياة طبيعية.

## ملخص
تهدف منظمة مبتوري الأطراف منظمة مبتوري الأطراف (جمهورية صربسكا) إلى حماية وتعزيز حقوق الأشخاص ذوي الإعاقة بغض النظر عن نوع وطريقة اكتساب الإعاقة. توفر أوداس المساعدة في المقام الأول للناجين وأسرهم، فضلاً عن الأشخاص الآخرين ذوي الإعاقة من خلال أنواع مختلفة من المشاريع والأنشطة: دعم الأقران، والإحالات، وأنشطة الإدماج الاجتماعي والاقتصادي، والاستشارات القانونية، وحملات الناجين وحقوق الإعاقة، والفنون الرياضية للأشخاص ذوي الإعاقة.
تحافظ منظمة أوداس على شراكتها مع عدد من المنظمات المحلية والإقليمية التي تدعم الأشخاص ذوي الإعاقة والمنظمات التي تعمل على إزالة الألغام. بالإضافة إلى ذلك، لدى منظمة أوداس شراكات مع مدينة بانيا لوكا والوزارات على المستويين: جمهورية صرب البوسنة والبوسنة والهرسك. شاركت منظمة أوداس وأنشأت عددًا مختلفًا من المشاريع والأنشطة التي تدعمها الحكومات المحلية والجمهورية وحكومات الولايات، بالإضافة إلى الوكالة الأمريكية للتنمية الدولية والاتحاد الأوروبي والسفارة النرويجية في سراييفو.
تغطي المنظمة منطقة جمهورية صربسكا بأكملها من خلال خمس رابطات إقليمية في بانيا لوكا، ودوبوي، وبييليينا، وإيستوكنو سراييفو، وتريبينيي. ويبلغ عدد أعضائها نحو 4500 عضو، معظمهم من ضحايا الألغام والقنابل العنقودية في البوسنة والهرسك. إن زعماء أوداس هم الناجون أنفسهم. أوداس هي عضو في تحالف KOMA (تحالف المجموعات المهمشة) وتحالف الحملة الدولية لمنع الألغام الأرضية - CMC.

### نبذة تاريخية
في أعقاب الحروب اليوغوسلافية، وجد السكان ذوو الإعاقة في البوسنة والهرسك أنفسهم في وضع محروم للغاية. واجه الأشخاص ذوو الإعاقة الذين يفتقرون بشدة إلى الدعم الحكومي الفقر والاستبعاد الاجتماعي وعدم المساواة في الوصول إلى الخدمات الصحية والتحيز والتمييز.
من أجل تلبية الاحتياجات الأساسية لمبتوري الأطراف (المدنيين والعسكريين) وغيرهم من الأشخاص ذوي الإعاقة، تأسست منظمة أوداس في عام 2002، ومعظمهم من ضحايا الألغام الأرضية. في البداية، حصلت منظمة أوداس على قدر كبير من الدعم التعليمي من منظمة مبادرات الناجين من الألغام الأرضية (LSI)، وهي منظمة غير حكومية محلية سابقة. بدأت المنظمة كجمعية مبتوري الأطراف أوداس صربسكا ولكنها أصبحت فيما بعد منظمة مبتوري الأطراف أوداس في جمهورية صربسكا. في عام 2006، ونتيجة للإنجازات التي تحققت والدعم المقدم للأشخاص ذوي الإعاقة، أعلنت حكومة جمهورية صربسكا أن منظمة أوداس هي منظمة ذات مصلحة عامة.

## حالة الألغام الأرضية
خلال الحرب البوسنية (1992-1995)، تم زرع ما يقدر بنحو مليوني لغم أرضي. ولم يتم تحديد وتوثيق غالبية مواقع الألغام الأرضية بشكل دقيق. وقد أدى هذا الافتقار إلى التوثيق إلى تعقيد عملية إزالة الألغام. وعلاوة على ذلك، تشكل الأراضي الجبلية والغابات الكثيفة في البوسنة عائقاً كبيراً أمام عملية إزالة الألغام، حيث إن أفضل الطرق الميكانيكية لإزالة الألغام لا تعمل إلا على الأراضي المسطحة. وبالتالي، فإن عملية إزالة الألغام كانت تتم يدوياً إلى حد كبير، وهي بالتأكيد مهمة بطيئة وشاقة. ونتيجة لذلك، لا تزال البوسنة والهرسك واحدة من أكثر البلدان الملوثة بالألغام في جنوب شرق أوروبا. تبلغ المساحة الحالية للمنطقة المشتبه في وجود ألغام فيها في البوسنة والهرسك 1,165 كـم2 (450 ميل2) تبلغ مساحة البلاد حوالي 2.3 أو 2.3% من إجمالي حجم البلاد، مع تأثر 1417 مجتمعًا، مما يؤثر بشكل مباشر على سلامة حوالي 538500 شخص، أو حوالي 15% من إجمالي سكان البلاد. تبلغ مساحة المنطقة المشتبه بها بالذخائر العنقودية 8.76 كـم2 (3.38 ميل2). وتشير التقديرات إلى أن هناك ما يقرب من 120 ألف لغم لا يزال موجودا، وفقا لمركز مكافحة الألغام في البوسنة والهرسك. خلال الفترة 1992-2013، سجل مركز مكافحة الألغام في بنغلادش ما مجموعه 8319 ضحية من الألغام/ الذخائر غير المنفجرة : 1833 قتيلاً، و6039 ناجياً، و447 مجهولاً. في كثير من الحالات، كان لا بد من بتر أحد الأطراف أو أكثر. العدد يستمر في النمو كل عام. كان عشرة أشخاص متورطين في حوادث الألغام الأرضية في شهر يناير/كانون الثاني 2014 وحده، بما في ذلك صبي يبلغ من العمر عشر سنوات توفي في انفجار.
في مايو/أيار 2014، تأثرت البوسنة والهرسك بشدة بالفيضانات الأسوأ في البلقان منذ أكثر من قرن. يتأثر ما يقرب من ثلث البوسنة بالفيضانات، حيث تغمر المياه المنازل والطرق وخطوط السكك الحديدية في الجزء الشمالي الشرقي من البلاد. وقد تأثر مليون شخص -أي ما يقرب من ربع السكان- بالفيضانات. حوالي 70 بالمائة من المناطق المتضررة من الفيضانات كانت في مناطق ملوثة بالألغام. وذكرت السلطات البوسنية أن الفيضانات أدت إلى نقل الألغام والقنابل العنقودية والذخائر غير المنفجرة، كما أدت إلى إتلاف أسوار حقول الألغام واللافتات. في مستودع للذخيرة في أوراسيي، إبلغ عن وجود نحو 250 طنًا من الذخيرة تحت الماء في 25 مايو/أيار 2014. وأفادت مبادرات الناجين من الألغام الأرضية أن أكثر من 3000 ناجٍ من الألغام يعيشون في المنطقة المتضررة من الفيضانات.

## الإدماج
تعمل أوداس باستمرار على تحسين نوعية حياة الأشخاص ذوي الإعاقة. تنظم أوداس وتشارك بشكل نشط في مجموعة من المشاريع والأنشطة المبتكرة بالتعاون مع المنظمات التي تركز على إدماج الأشخاص ذوي الإعاقة. وتغطي مشاريع الأنشطة هذه الحياة المجتمعية والرعاية الصحية والتوظيف والتشريع والفن وأسلوب الحياة الصحي.

### الصحة والرعاية الاجتماعية
بالتعاون مع معهد الدكتور ميروسلاف زوتوفيتش للطب الفيزيائي وإعادة التأهيل، توفر أوداس مجموعات فردية وأقران لدعم الأشخاص ذوي الإعاقة، وتنظم ندوات تعليمية حول موضوع الرعاية الصحية والرعاية الاجتماعية، والاستشارة النفسية لقدامى المحاربين المعوقين ومبتوري الأطراف وضحايا الألغام. نفذت كافة الأنشطة من قبل زملاء محترفين وأطباء ومتخصصين. بالإضافة إلى ذلك، بالتعاون مع خدمة الطب العائلي، تقدم أوداس إحالات إلى مراكز إعادة التأهيل المجتمعي.

### الشمول المالي
إن تلوث الألغام الأرضية في البوسنة والهرسك له تأثير كبير على اقتصادها، وخاصة على صناعة السياحة والصيد وصيد الأسماك والزراعة وتربية الحيوانات، فضلاً عن الاستخدام الآمن للموارد الطبيعية. ونتيجة للوضع الاقتصادي المتردي في فترة ما بعد الحرب، يعاني الأشخاص ذوو الإعاقة في المتوسط كمجموعة من أوضاع اجتماعية واقتصادية أسوأ، وفي الوقت نفسه يواجهون البطالة والتحيز خاصة فيما يتعلق بالتوظيف. يعيش الأشخاص ذوو الإعاقة في البوسنة والهرسك تحت خط الفقر. ونتيجة لذلك، يُنظر عادةً إلى الأشخاص ذوي الإعاقة باعتبارهم حالات خيرية.
من أجل مكافحة الفقر، فإن الاستراتيجية الاقتصادية الرئيسية لـ أوداس هي زيادة دخل الأشخاص ذوي الإعاقة، من خلال تحسين فرص العمل والعمل الحر. ولتحقيق هذه الغاية، تقدم منظمة أوداس، بالتعاون مع المؤسسات و/أو المؤسسات ذات الصلة، الدعم في قطاع العمل غير الرسمي للأشخاص ذوي الإعاقة لبدء أو توسيع نطاق المشاريع الصغيرة (خاصة في مجال الثروة الحيوانية والزراعة)، والتي سيتم إدارتها من قبلهم أو من قبل أسرهم. بالإضافة إلى ذلك، تنظم أوداس العديد من الندوات وورش العمل والاستشارات التعليمية والتجارية.

### التشريع والدعوة العامة
عندما يتعلق الأمر بمختلف قطاعات السياسة العامة، فإن الإعاقة هي حالة غالباً ما يُساء فهمها وتُوصم. ولهذا السبب، تولي قيادة أوداس اهتمامًا خاصًا بتنفيذ المناصرة والسياسات الاجتماعية والتشريعات للأشخاص ذوي الإعاقة.
باعتبارها منظمة لحقوق الأشخاص ذوي الإعاقة، عملت أوداس بالتعاون مع الوزارات والخدمات على صياغة القوانين واللوائح الحالية وتحسينها وتنفيذها عمليًا وتعديلها بما يتوافق مع اتفاقية حقوق الأشخاص ذوي الإعاقة. وقد أدت هذه الإجراءات المشتركة إلى إنشاء قانون حقوق الجنود، وقانون المعاشات التقاعدية والتأمين على العجز، وقانون الحماية الاجتماعية. وقد قامت أوداس أيضًا بتنفيذ أنشطة لتثقيف الأفراد ذوي الإعاقة بشأن حقوقهم الجديدة.
تقدم أوداس للأشخاص ذوي الإعاقة الدعم القانوني من حيث الاستشارة القانونية والمراجع وكتابة الأعمال للمؤسسات ذات الصلة.

### ثقافة
من خلال الأنشطة الثقافية، وفي المقام الأول من خلال الفنون الخاصة بالإعاقة، تسعى أوداس إلى إنشاء شبكة من الفنانين المحليين والإقليميين لتسليط الضوء على الحواجز التي يواجهها الأشخاص ذوو الإعاقة وتعزيز الإمكانات الإبداعية للفنانين على المستويات المحلية والإقليمية والوطنية.
تنظم جمعية أوداس مشاريع وأنشطة ثقافية وإبداعية متنوعة للأشخاص ذوي الإعاقة وغيرهم، مثل مدرسة الرسم والتلوين للأطفال، وورش الكتابة الإبداعية، وورش العمل الرسومية، ومستعمرات الفن، والمعارض الفردية والجماعية للأعمال الفنية، حيث تعطى الأولوية للأشخاص ذوي الإعاقة. جميع الأنشطة لها جانب نفسي علاجي واضح. النشاط الثقافي الرئيسي هو الفن والحرف اليدوية.
تدير المنظمة معرض أوداس للفنون، وهو معرض فريد من نوعه في جنوب شرق أوروبا لأنه يوفر فرصة للطلاب الشباب في أكاديمية الفنون الجميلة والفنانين الطموحين والفنانين من ذوي الإعاقة ومن غير ذوي الإعاقة، لعرض أعمالهم الفنية مجانًا. بالإضافة إلى المعرض، تمتلك أوداس ورشة عمل للرسومات. يعد معرض أوداس للفنون المكان الوحيد في البوسنة والهرسك حيث تتاح للأشخاص ذوي الإعاقة الفرصة لعرض أعمالهم الفنية. يعرض أوداس في المعرض أفلامًا وثائقية وأفلامًا مرتبطة بشكل مباشر أو غير مباشر بالوقت والوضع الحالي في المجتمع، مجانًا. يتم إجراء العروض من قبل مؤلفين مسرحيين، والذين يقومون بعد العروض بمناقشة وتحليل موضوعات الأفلام مع المشاركين.

### رياضة
نظرًا لأن أسلوب الحياة الصحي هو أحد أهم أجزاء إعادة التأهيل، فإن أوداس تشجع وتدعم الأشخاص ذوي الإعاقة (مبتوري الأطراف بشكل أساسي) في المشاركة في الأنشطة الرياضية، بالإضافة إلى تطوير الثقة والاستقلال والصحة العامة. تمشيا مع ذلك، تدعم أوداس ماليا نادي الرماية Borac Banja Luka للمبتورين من خلال المشاريع، والأفراد من خلال مساعدات لمرة واحدة، حتى يتمكن المبتورون من المشاركة في الرياضات الخاصة بالمعاقين. كما تنظم أوداس بانتظام فعاليات رياضية في الشطرنج وكرة الريشة وتنس الطاولة. يتم إدارة جميع الأحداث الرياضية من قبل أشخاص مدربين على العمل مع الأشخاص ذوي الإعاقة.

## روابط خارجية
- الموقع الرسمي